# Somália nos Jogos Olímpicos de Verão da Juventude de 2010
A Somália participou dos Jogos Olímpicos de Verão da Juventude de 2010 em Cingapura. Sua delegação foi composta de apenas dois atletas, ambos do atletismo.

## Atletismo
| Evento           | Atleta               | Qualificação  | Qualificação | Final      | Final        |
| Evento           | Atleta               | Resultado     | Posição      | Resultado  | Posição      |
| ---------------- | -------------------- | ------------- | ------------ | ---------- | ------------ |
| 1000 m masculino | Abdulahi Kulow       | 2:36.17       | 17º (9º q2)  | 2:34.47    | 9º (Final B) |
| 400 m feminino   | Hani Abdirahman Muse | Não completou | -- (-- q2)   | Não largou | -- (Final D) |